# Hylomela sexpunctata
Hylomela sexpunctata là một loài bọ cánh cứng trong họ Cerambycidae.